# Петерсберг (Залекрајс)
Петерсберг (њем. Petersberg) општина је у њемачкој савезној држави Саксонија-Анхалт. Једно је од 29 општинских средишта округа Зале. Према процјени из 2010. у општини је живјело 10.657 становника. Посједује регионалну шифру (AGS) 15088295.

## Географски и демографски подаци
Петерсберг се налази у савезној држави Саксонија-Анхалт у округу Зале. Општина се налази на надморској висини од 153 метра. Површина општине износи 102,7 km². У самом мјесту је, према процјени из 2010. године, живјело 10.657 становника. Просјечна густина становништва износи 104 становника/km².